# أندرو ماركوس
أندرو ماركوس هو موسيقي كندي، ولد في عقد 1986 في فانكوفر في كندا.

## وصلات خارجية
- الموقع الرسمي